# Goldbergwerk Nalunaq
Das Goldbergwerk Nalunaq [ˌnaluˈnɑq] ist Grönlands erstes Goldbergwerk. Es war von 2004 bis 2008 sowie von 2009 bis 2013 in Betrieb.

## Lage
Nalunaq liegt in einem Tal, das vom Itillersuup Kuua durchflossen wird, am Fuße des Napasorsuaq (Kirkespiret), weswegen es auch Kirkespirdalen genannt wird. Die gebirgige Halbinsel, auf der Nalunaq liegt, wird an den Seiten vom Fjord Tasermiut Kangerluat und der Meerenge Amitsup Saqqaa umgeben. Vor der Spitze der Halbinsel liegt in etwa 30 km Entfernung Nanortalik auf der gleichnamigen Insel.

## Geschichte

### Erste Abbauphase

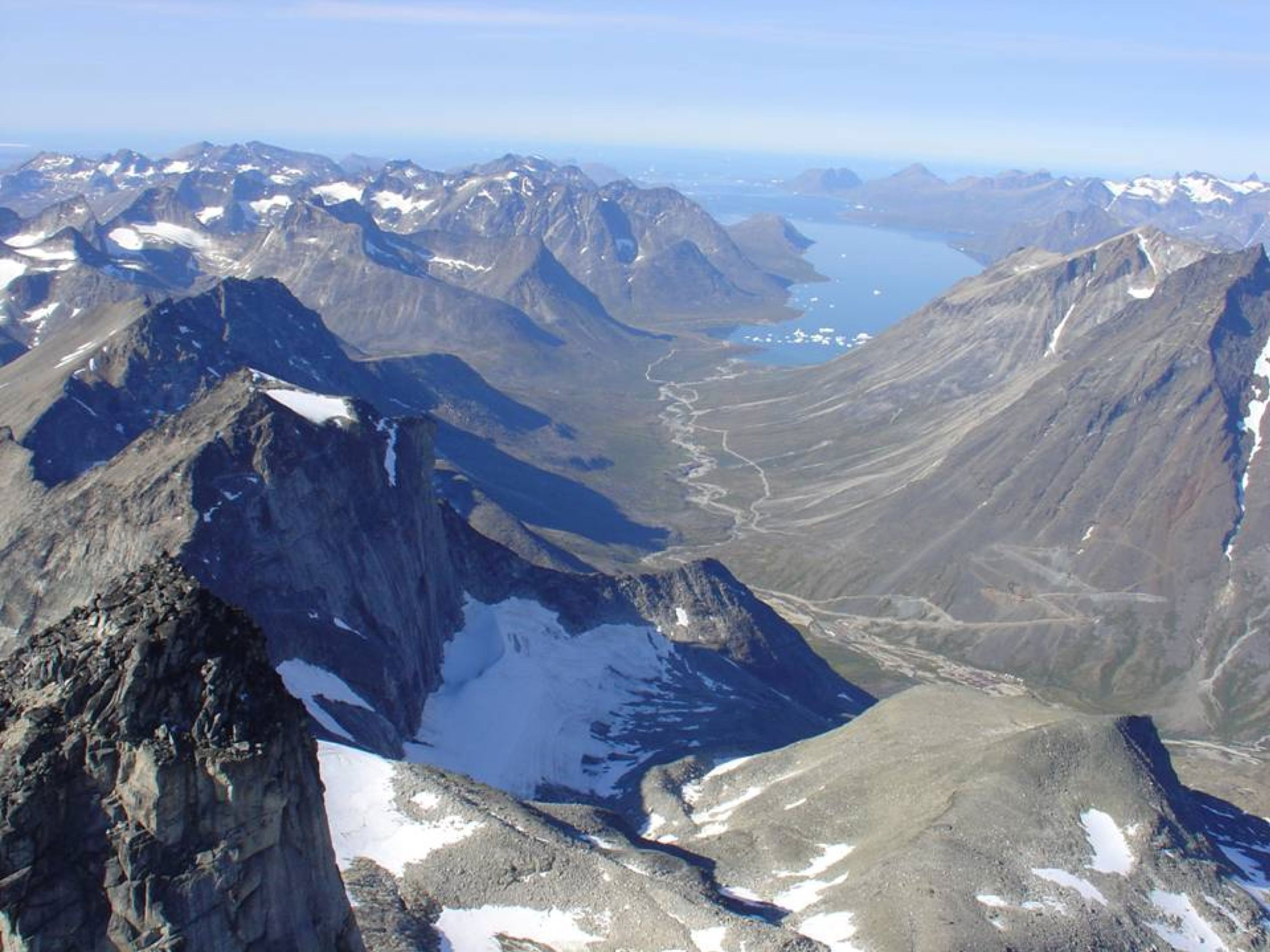
Kirkespirdalen (2014)

Seit den 1970er-Jahren sind Goldfunde in Grönland bekannt. 1992 entdeckte man Goldvorkommen im Kirkespirdalen. Anschließend explorierte man jahrelang die Gegend, um den Abbau vorzubereiten.
Die Bergbaugesellschaft Nalunaq Gold Mine A/S erhielt die Abbaurechte und nahm am 26. August 2004 das Bergwerk Nalunaq in Betrieb. Bedingung dafür war, dass das Gold nicht vor Ort verarbeitet werden sollte. Das geförderte Golderz musste daher zu einer ausländischen Aufbereitungsanlage gebracht werden. Für seine Verschiffung nach Spanien und später nach Kanada wurde ein Tiefwasserhafen am Amitsup Saqqaa errichtet, an dem Schiffe mit einer Tragfähigkeit von bis zu 50.000 Tonnen direkt beladen werden konnten.
Es wurde davon ausgegangen, dass in den ersten fünf bis zehn Jahren pro Jahr zehn bis zwölf Tonnen Gold zu fördern seien. Dafür wurden Stollen in vier Sohlen zwischen 300 und 450 Meter über dem Meeresspiegel aufgefahren, die eine Länge von rund 3000 Metern hatten. Es wurden 25 Arbeiter aus der Umgebung eingestellt.
Die Betreibergesellschaft stellte die Förderung Ende des Jahres 2008 ein. Bis zu diesem Zeitpunkt waren rund 700.000 Tonnen Erz gefördert und fast zehn Tonnen Gold gewonnen worden.
Aus der ersten Ladung Gold 2004 wurden unter anderem die Verlobungsringe von Frederik von Dänemark und Mary von Dänemark hergestellt.

### Zweite Abbauphase
Angel Mining (Gold) A/S, eine hundertprozentige Tochter von Angel Mining PLC, die im Jahr zuvor schon die Erlaubnis bekommen hatten, den Bergbau in Maamorilik wiederaufzunehmen, kaufte das Goldbergwerk im Juli 2009 für 1.500.000 US-Dollar mit allen Bergbaumaschinen, den funktionsfähigen Tages- und Hafenanlagen. Die vom neuen Besitzer angestrebte jährliche Produktionsmenge betrug 24.000 Feinunzen (etwa 746,5 kg) Gold. Ende 2013 wurde die Mine wegen fallenden Weltmarktpreisen wieder geschlossen.

### Geplante dritte Abbauphase
Im Juli 2019 wurde bekannt, dass das kanadische Unternehmen AEX Gold Inc. plant, das Bergwerk 2020 zum dritten Mal den Betrieb aufnehmen zu lassen. Bis Dezember 2019 sollte zu diesem Zweck ein Probeabbau mit einem Personal von 20 Leuten durchgeführt werden und das Bergwerk renoviert und untersucht werden. Vorläufig wurde der Abbau mit 15 Mio. Kronen (etwa 2,0 Mio. Euro) finanziert. Im Laufe des Jahres 2020 stiegen die Investitionen auf über 41 Mio. Kronen (etwa 5,5 Mio. Euro) an. Nach laut eigenen Angaben äußerst vielversprechenden Probebohrungen im Jahr 2021 wurde die Eröffnung 2022 noch für dasselbe Jahr angekündigt. 2023 ging das Bergwerk, in Besitz von Amaroq Minerals, wieder in Betrieb. Der deutsche Bergbaudienstleister Thyssen Schachtbau wurde für Sanierungs-, Streckenvortriebs- und Abbauarbeiten angeheuert.